# Cavaco (usinagem)

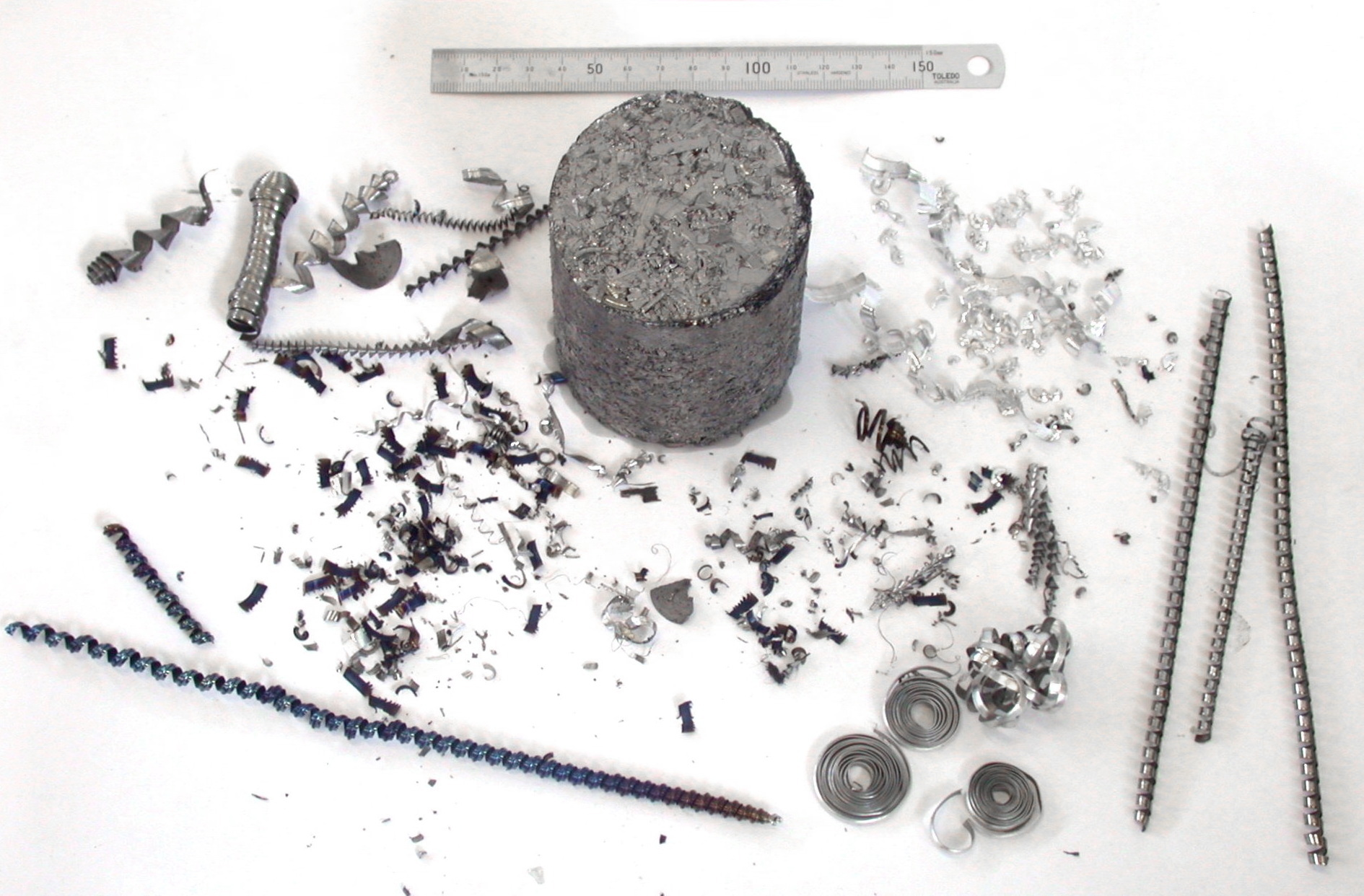
Cavacos

Cavaco é o termo utilizado para designar os materiais removidos da peça durante o processo de Usinagem, promovido pela ação de uma ferramenta de corte, cujo objetivo é obter uma peça com forma e dimensões definidas.
Os cavacos são caracterizados pelo formato irregular, e podem ser contínuos e fragmentados, ocorrendo às vezes em padrões helicoidais, espirais, fitas ou lascas.
Cavacos longos e contínuos podem oferecer risco ao operador, prejudicar o acabamento da peça, prejudicar a lubrificação e refrigeração do sistema. Causam o aumento da força de corte e o aumento da temperatura, desgastando a ferramenta. Além disso, são difíceis de guardar e manusear.
Um cavaco preferível ocupa pouco volume, apresenta pouco risco e é removido facilmente.